# Liste von Persönlichkeiten der Stadt Sheffield
Die folgende Liste enthält in Sheffield geborene Persönlichkeiten, chronologisch aufgelistet nach dem Geburtsjahr. Ob die Personen ihren späteren Wirkungskreis in Sheffield hatten oder nicht, ist dabei unerheblich. Viele sind im Laufe ihres Lebens von Sheffield weggezogen und andernorts bekannt geworden. Die Liste erhebt keinen Anspruch auf Vollständigkeit.

## In Sheffield geborene Persönlichkeiten

### Bis 1900
- John Roebuck (1718–1794), Erfinder
- George Handley (1752–1793), Politiker
- Hannah Kilham (1774–1832), Missionarin und Linguistin in Westafrika
- Thomas Walker Horsfield (〰 1792–1837), nonkonformistischer Geistlicher, Topograf und Historiker
- John Stringfellow (1799–1883), Erfinder und Flugpionier
- Samuel Earnshaw (1805–1888), Geistlicher, Mathematiker und Physiker
- Joseph Locke (1805–1860), Bauingenieur
- John Obadiah Westwood (1805–1893), Entomologe, Archäologe und Illustrator
- William Sterndale Bennett (1816–1875), Komponist, Dirigent und Pianist
- Charles Frederick Crisp (1845–1896), Politiker
- John Christopher Cutler (1846–1928), Geschäftsmann und Politiker
- Benjamin Creswick (1853–1946), Bildhauer
- Rab Howell (1867–1937), Fußballspieler
- Harry Brearley (1871–1948), Erfinder des rostfreien Stahls
- Rupert Waterhouse (1873–1958), Arzt
- James Stuart Blackton (1875–1941), Karikaturist, Filmproduzent und Regisseur
- Ethel Griffies (1878–1975), Schauspielerin
- Frederick Varley (1881–1969), kanadischer Maler britischer Herkunft
- Arthur Lismer (1885–1969), kanadischer Maler und Kunstpädagoge britischer Herkunft
- Charles Sydney Price (1887–1947), Pfingstprediger und Heilungsevangelist
- Sam Blatherwick (1888–1975), Schwimmer und Wasserballspieler
- Ephraim Lipson (1888–1960), Wirtschaftshistoriker
- Frederick Unwin (1889–1965), Schwimmer
- Frank Barson (1891–1968), Fußballspieler
- Hermann Glauert (1892–1934), Aerodynamiker
- Sammy Taylor (1893–1973), Fußballspieler
- Ernest Parker (1895–1965), Schwimmer

### 1901 bis 1930
- Dove-Myer Robinson (1901–1989), neuseeländischer Unternehmer, Umweltaktivist und langjähriger Bürgermeister von Auckland
- Kenneth Martin (1905–1984), Maler und Bildhauer
- John Dudderidge (1906–2004), Kanute und Kanu-Funktionär
- Cuth Harrison (1906–1981), Automobilrennfahrer
- Eric Dowling (1907–1991), kanadischer Organist und Komponist
- Charles Husband (1908–1983), Bauingenieur
- Baruch Harold Wood (1909–1989), Schachmeister und -autor
- John Manuel Cook (1910–1994), Archäologe
- Eric Gardner Turner (1911–1983), Klassischer Philologe und Papyrologe
- Barney Ramsden (1917–1976), Fußballspieler
- Laurie Scott (1917–1999), Fußballspieler
- Martin Flannery (1918–2006), Politiker
- John Duarte (1919–2004), Gitarrist, Komponist, Musikpädagoge und Musikkritiker
- James A. Hancock (1921–2004), Ornithologe, Naturfotograf, Geschäftsmann und Sachbuchautor
- Robert Battersby (1924–2002), Politiker
- John Gatenby Bolton (1922–1993), britisch-australischer Astronom und Pionier der Radioastronomie
- George McCabe (1922–2001), Fußballschiedsrichter
- Brian MacMahon (1923–2007), britisch-amerikanischer Epidemiologe
- John Paul Wild (1923–2008), Astronom und Wissenschaftsmanager
- John Drew (* 1927), Jazz-Bassist
- Geoffrey Holmes (1928–1993), Historiker
- Peter Jackson (1928–2020), Politiker
- Alison Smithson  (1928–1993), Architektin
- Derek Dooley (1929–2008), Fußballspieler, -trainer und -funktionär
- Derek Bailey (1930–2005), Gitarrist und Improvisationskünstler
- Peter J. Landin (1930–2009), Informatiker

### 1931 bis 1940
- Malcolm Bradbury (1932–2000), Romancier und Literaturwissenschaftler
- Ian Buchanan (1932–2008), Sporthistoriker und Publizist
- Roy Hattersley (* 1932), Politiker
- Pug Horton (* 1932), Jazz- und Blues-Sängerin
- Joe Ashton (1933–2020), Politiker
- Albert Quixall (1933–2020), Fußballspieler und WM-Teilnehmer von 1954
- Michael Tyzack (1933–2007), Maler und Grafiker
- Brian Glover (1934–1997), Schauspieler, Drehbuchautor und Wrestler
- Tony Hewson (1934–2020), Radrennfahrer
- John Hoyland (1934–2011), Maler und Grafiker
- Bernard Rands (* 1934), Komponist
- Judy Parfitt (* 1935), Schauspielerin
- Barry Webster (1935–2023), Fußballspieler
- A. S. Byatt (1936–2023), Schriftstellerin
- Trevor Taylor (1936–2010), Formel-1-Rennfahrer
- Gordon Banks (1937–2019), Fußballtorhüter
- Victoria Glendinning (* 1937), Schriftstellerin
- Tony Oxley (1938–2023), Schlagzeuger
- Peter Ryalls (1938–2017), Radrennfahrer
- Margaret Drabble (* 1939), Schriftstellerin und Literaturkritikerin
- Rohan de Saram (1939–2024), Cellist
- Bruce Chatwin (1940–1989), Schriftsteller
- Anthony d’Offay (* 1940), Kunsthändler und Mäzen

### 1941 bis 1950
- Dave Berry (* 1941), Sänger
- Victor Burgin (* 1941), Künstler
- Timothy James Herbert (* 1941), Handchirurg
- Wesley Mason (* 1941), Radrennfahrer
- Richard Caborn (* 1943), Politiker
- Michael Palin (* 1943), Schauspieler, Sänger, Reisejournalist und ehemaliger Präsident der RGS
- Joe Cocker (1944–2014), Rock/Blues-Sänger
- David Frisby (1944–2010), Soziologe und Hochschullehrer
- Chris Stainton (* 1944), Musiker und Songschreiber
- Anthony Browne (* 1946), Illustrator und Bilderbuchautor
- John Du Prez (* 1946), Komponist für Filmmusik
- David Blunkett (* 1947), Politiker
- Alan Charlton (* 1948), Künstler
- Neil Warnock (* 1948), Fußballspieler und -trainer
- Nick Ainger (* 1949), Politiker
- Clive Betts (* 1950), Politiker

### 1951 bis 1960
- Pete Gill (* 1951), Schlagzeuger
- Paul Carrack (* 1951), Songschreiber, Sänger, Keyboarder und Gitarrist
- Paul Bradshaw (* 1953), Fußballspieler
- Steve Cammack (* 1954), Fußballspieler
- Margaret Carline (* 1955), neuseeländische Vielseitigkeitsreiterin
- Philip Oakey (* 1955), Musiker
- Richard H. Kirk (1956–2021), Musiker und Musikproduzent
- Martyn Ware (* 1956), Musiker
- Martin Archer (* 1957), Musiker
- Glenn Gregory (* 1958), Sänger
- Sean Bean (* 1959), Schauspieler
- Nigel Bloor (* 1959), Radrennfahrer
- Joe Elliott (* 1959), Sänger & Songwriter
- Robbie France (1959–2012), Schlagzeuger
- Uriah Rennie (1959–2025), Fußballschiedsrichter
- Andrew Rawlin (* 1960), Skilangläufer

### 1961 bis 1970
- Malcolm Elliott (* 1961), Radrennfahrer
- Thomas Craig (* 1962), Schauspieler
- Jarvis Cocker (* 1963), Musiker
- Simon Johnson (* 1963), Wirtschaftswissenschaftler
- Damian Le Bas (1963–2017), Künstler
- Helen Patricia Sharman (* 1963), Raumfahrerin
- Helena Stormanns (* 1963), Springreiterin
- Deborah York (* 1964), Opernsängerin, Dirigentin und Hochschullehrerin
- Nina Puri (* 1965), Buchautorin und Kreativdirektorin
- John Beresford (* 1966), Fußballspieler
- Steve Mackey (1966–2023), Bassist und Musikproduzent
- Richard Hawley (* 1967), Sänger und Songwriter
- Ann Lee (* 1967), Sängerin
- Tom Watson (* 1967), Politiker
- Simon Beckett (* 1968), Journalist und Autor
- John Wilson (* 1968), katholischer Geistlicher und Erzbischof von Southwark
- Chris Marsden (* 1969), Fußballspieler
- Dominic West (* 1969), Film- und Theaterschauspieler
- Christopher Colquhoun (* 1970), Schauspieler
- Scott Cooper (* 1970), englisch-irischer Fußballspieler und -trainer

### 1971 bis 1980
- David Wetherall (* 1971), Fußballspieler
- Richard Coyle (* 1972), Schauspieler
- Clinton Woods (* 1972), Boxer
- Naseem Hamed (* 1974), Boxer
- Stuart Zender (* 1974), Bassist, Komponist und Musikproduzent
- Kevin Davies (* 1977), Fußballspieler
- Matt Duke (* 1977), Fußballtorhüter
- Paul Goodison (* 1977), Regattasegler
- Jessica Harrison (* 1977), Triathletin und Olympionikin
- Chris Draper (* 1978), Regattasegler
- Nicola Minichiello (* 1978), Bobpilotin
- Justin Wilson (1978–2015), Automobilrennfahrer
- Nicky Weaver (* 1979), Fußballtorhüter
- Carl Prekopp (* 1979), Schauspieler und Hörspielsprecher
- Ryan France (* 1980), Fußballspieler
- Nick Matthew (* 1980), Squashspieler
- James Toseland (* 1980), Motorradrennfahrer

### 1981 bis 1990
- Jonathan Arnott (* 1981), Politiker
- Paul Joseph Watson (* 1982), Journalist, Radiomoderator und Youtuber
- Lindsay Dracass (* 1984), Popsängerin
- Gary Cahill (* 1985), Fußballspieler
- David Mirfin (* 1985), Fußballspieler
- Jessica Ennis-Hill (* 1986), Fünfkämpferin und Siebenkämpferin
- Matt Helders (* 1986), Schlagzeuger
- Oliver Sykes (* 1986), Sänger
- Alex Turner (* 1986), Musiker
- Louise Haigh (* 1987), Politikerin
- Elizabeth Henstridge (* 1987), Schauspielerin
- Ben Starosta (* 1987), Fußballspieler
- Nicky Travis (* 1987), Fußballspieler
- Jamie Vardy (* 1987), Fußballspieler
- Kyle Naughton (* 1988), Fußballspieler
- Adam Blythe (* 1989), Bahn- und Straßenradrennfahrer
- Stefan Wilson (* 1989), Rennfahrer
- Sophie Lowe (* 1990), australische Schauspielerin
- Joe Root (* 1990), Cricketspieler
- Kyle Walker (* 1990), Fußballspieler

### 1991 bis 2000
- Calli Hauger-Thackery (* 1993), Langstreckenläuferin
- Harry Maguire (* 1993), Fußballspieler
- Imranur Rahman (* 1993), bangladeschischer Sprinter
- Hugh Carthy (* 1994), Radrennfahrer
- Matthew Fitzpatrick (* 1994), Golfspieler
- Katie Summerhayes (* 1995), Freestyle-Skierin
- Joe Wildsmith (* 1995), Fußballspieler
- Dominic Calvert-Lewin (* 1997), Fußballspieler
- Adam Hague (* 1997), Leichtathlet
- Olivia Smart (* 1997), britisch-spanische Eiskunstläuferin
- Ellie Roebuck (* 1999), Fußballspielerin
- Esme Morgan (* 2000), Fußballspielerin
- Nick Wall (* 2000), Squashspieler

### 21. Jahrhundert
- Louie Hinchliffe (* 2002), Sprinter
- Quinn Ellis (* 2003), Basketballspieler

## Personen mit Bezug zur Stadt
- Joseph Jonas (1845–1921), Politiker, Lord Mayor von Sheffield (1904/05)
- Magid Magid (* 1989), Politiker, 122. Lord Mayor von Sheffield (2018/19), Mitglied des Europäischen Parlaments (2019/20)